# كينت نولان
كينت نولان (بالإنجليزية: Kent Nolan)‏ (و. 1989 – م) هو ممثل، وممثل أفلام من كندا. ولد في ريجاينا. 

## وصلات خارجية
- كينت نولان على موقع IMDb (الإنجليزية)
- كينت نولان على موقع ألو سيني (الفرنسية)
- كينت نولان على موقع أول موفي (الإنجليزية)
- كينت نولان على موقع قاعدة بيانات الفيلم (الإنجليزية)
- كينت نولان على موقع كينوبويسك (الروسية)